# Cantone di Livarot
Il Cantone di Livarot è una divisione amministrativa dell'arrondissement di Lisieux e dell'arrondissement di Caen.
A seguito della riforma approvata con decreto del 17 febbraio 2014, che ha avuto attuazione dopo le elezioni dipartimentali del 2015, è passato da 22 a 53 comuni.

## Composizione
I 22 comuni facenti parte prima della riforma del 2014 erano:
- Auquainville
- Les Autels-Saint-Bazile
- Bellou
- La Brévière
- La Chapelle-Haute-Grue
- Cheffreville-Tonnencourt
- Fervaques
- Heurtevent
- Lisores
- Livarot
- Le Mesnil-Bacley
- Le Mesnil-Durand
- Le Mesnil-Germain
- Les Moutiers-Hubert
- Notre-Dame-de-Courson
- Sainte-Foy-de-Montgommery
- Saint-Germain-de-Montgommery
- Sainte-Marguerite-des-Loges
- Saint-Martin-du-Mesnil-Oury
- Saint-Michel-de-Livet
- Saint-Ouen-le-Houx
- Tortisambert

Dal 2015 i comuni appartenenti al cantone sono i seguenti 53:
- Auquainville
- Les Autels-Saint-Bazile
- Bellou
- Boissey
- Bretteville-sur-Dives
- La Brévière
- Cernay
- Cerqueux
- La Chapelle-Haute-Grue
- La Chapelle-Yvon
- Cheffreville-Tonnencourt
- La Croupte
- Familly
- Fervaques
- La Folletière-Abenon
- Friardel
- Heurtevent
- Hiéville
- Lisores
- Livarot
- Le Mesnil-Bacley
- Le Mesnil-Durand
- Le Mesnil-Germain
- Meulles
- Mittois
- Montviette
- Les Moutiers-Hubert
- Notre-Dame-de-Courson
- Orbec
- L'Oudon
- Ouville-la-Bien-Tournée
- Préaux-Saint-Sébastien
- Saint-Cyr-du-Ronceray
- Saint-Denis-de-Mailloc
- Saint-Georges-en-Auge
- Saint-Germain-de-Montgommery
- Saint-Julien-de-Mailloc
- Saint-Martin-de-Bienfaite-la-Cressonnière
- Saint-Martin-du-Mesnil-Oury
- Saint-Michel-de-Livet
- Saint-Ouen-le-Houx
- Saint-Pierre-de-Mailloc
- Saint-Pierre-sur-Dives
- Sainte-Foy-de-Montgommery
- Sainte-Marguerite-de-Viette
- Sainte-Marguerite-des-Loges
- Thiéville
- Tordouet
- Tortisambert
- Vaudeloges
- Vendeuvre
- La Vespière
- Vieux-Pont-en-Auge